# Taylor Kinney
Taylor Kinney (Lancaster, 15 juli 1981) is een Amerikaans acteur.
Hij is onder meer bekend omwille van zijn rol als Mason Lockwood in de serie The Vampire Diaries en van zijn rol als Kelly Severide in Chicago Fire.
Kinney verloofde zichzelf op Valentijnsdag 2015 met zangeres Lady Gaga. Ze leerden elkaar kennen op de set voor de videoclip van Yoü and I, de vierde single van Lady Gaga's album Born This Way in de zomer van 2011.
- Biblioteca Nacional de España: XX5657688
- Library of Congress Control Number: no2014112092
- Virtual International Authority File: 310665641
- WorldCat: E39PBJqk4pBbvvRXPbxgMMtHYP